# بالگردگاه ارتشی هانچی
بالگردگاه ارتشی هانچی (به انگلیسی: Hanchey Army Heliport) (به زبان بومی: Fort Rucker) یک فرودگاه نظامی با کد یاتا HEY است که یک باند فرود آسفالت دارد و طول باند آن ۱۴۲ متر است. این فرودگاه در شهر اوزارک، آلاباما کشور ایالات متحده آمریکا قرار دارد و در ارتفاع ۹۷ متری از سطح دریا واقع شده‌است.